# Haren och vråken
Haren och vråken är en svensk tv-film från 1984 i regi av Ragnar Lyth, efter ett manus av Lars Forssells pjäs med samma namn. I huvudrollen som Carl Michael Bellman ses Frej Lindqvist. Filmen visades i TV2 den 18 april 1984.

## Handling
Den döende Gustav III skickar bud efter Bellman för ett uppträdande. Bellman är långt ifrån i skick att uppträda överhuvudtaget när en hovman kommer för att hämta honom. Men långsamt börjar fantasin flöda, och han börjar nedteckna ett nytt skådespel. Frågan är om han hinner klart i tid.

## Rollista
| Frej Lindqvist | – Bellman                   |
| Lena Nyman     | – Ulla Winblad              |
| Åke Fridell    | – Fredman                   |
| Tord Peterson  | – General Piper             |
| Tomas Pontén   | – Rytterstiärna             |
| Åke Wästersjö  | – gubben                    |
| Lisskulla Jobs | – gumman                    |
| Philip Zandén  | – Silvergrå                 |
| Sten Elfström  | – Pelle                     |
| Tomas Tjerneld | – Kalle                     |
| Ann Petrén     | – Karna                     |
| Dan Ekborg     | – Guntlack                  |
| Heinz Hopf     | – hovman (inte i rollistan) |